# Поход Бурундук-хана на мангытов и узбеков
Поход Бурундук-хана на мангытов и узбеков — военная кампания Бурундук-хана с целью не допустить воцарения Мухаммеда Шейбани, поддержанного мангытами. В последовавшем сражении мангыты и шибаниды одержали победу, однако в бою погиб Хорезми-бек.

## Предыстория
К зиме 1470 года казахские ханы начали активное наступление в Туркестан. Сыны Жанибека заняли Сузак и Сауран, сам Керей-хан подошёл к Туркестану. Стремясь не допустить укрепления Шайбанидов на юге, казахи вытеснили Мухаммада Шайбани, вынудив его отступить в Мавераннахр. При отступлении он потерпел поражение под Саураном от войск султана Иренджи, лишился нескольких приближённых и бежал в Бухару. Казахи закрепили контроль над Саураном и Сузаком, не позволив Шайбани восстановить своё влияние на Присырдарье. Через два года, при поддержке Тимуридов, Мухаммад Шайбани вернулся в Туркестан и захватил ряд крепостей. Без боя сдалась крепость Аркук, после чего он взял Сыгнак. Одновременно к Присырдарью подошёл Муса, оказывавший сопротивление казахским ханам. Он обещал поддержать Шайбани и провозгласить его ханом Дашт-и Кипчака. Однако формированию этого союза помешало внезапное наступление казахского войска во главе с Бурундуком. Битва, по данным «Шайбани-наме», произошла у границ Туркестана и Восточного Дашт-и Кипчака, после чего Шайбани вновь занял Сыгнак.

## Об источниках
Авторы произведений, созданных в шайбанидской среде (Камал ад-Дин Бинаи, Мухаммад-Салих, Молла Шади, а также анонимный автор хроники «Таварих-и гузида-йи Нусрат-наме» и другие), зачастую представляли события в искажённом свете. Например, в их описаниях Мухаммаду Шайбани приписываются победы над казахскими войсками, значительно превосходящими его по численности, несмотря на то, что, по их же словам, в его распоряжении было всего несколько десятков человек. Подобные несоответствия свидетельствуют о склонности этих авторов к преувеличению военных успехов Шайбанидов и о необъективной передаче происходившего в степях Казахстана и районе Приаралья.

## Ход событий
Бурундук-хан с 50-тысячным войском выступил против мангытов и узбеков Шейбани-хана. Муса-мирза отговаривал Шейбани от сражения — у того было всего 300 воинов против 50-тысячного казахского войска Бурундук-хана. Однако Шейбани не послушал и, несмотря на численное превосходство врага.

## Последствия

### Шейбани и Муса
После гибели ногайского бия Хорезми и победы в сражении Муса должен был провести церемонию возведения Мухаммеда Шейбани на престол. Однако на курултае мангытская знать выступила с заявлением: согласно древнему обычаю, каждый хан, признаваемый эмирами мангытов, обязан предоставлять им свободу действий в управлении государством. Если Шейбани согласится соблюдать эту традицию — они поддержат его, если нет — откажутся от его кандидатуры.
Мангытская знать опасалась самостоятельности и властности Шейбани, который не скрывал своих честолюбивых стремлений. А. А. Семёнов также указывал, что колебания мангытов были вызваны сильным и независимым характером Шейбани. Пока решение откладывалось, поступили известия о нападении казахского хана Бурундука на земли Шейбани в районе Сырдарьи. Не дождавшись окончательного ответа и не получив отказа от Мусы, Шейбани спешно направился в Сыгнак для отражения угрозы. Согласно «Фатх-наме», он ушёл, «одержав победу над мангытами», что может указывать на конфликт между сторонами. Однако с учётом численного превосходства мангытского ополчения говорить о действительной победе не приходится.